# Ђото Норд (Венеција)
Ђото Норд (итал. Giotto Nord) је насеље у Италији у округу Венеција, региону Венето.
Према процени из 2011. у насељу је живело 14 становника. Насеље се налази на надморској висини од 3 м.